# Solenne (muziekterm)
Solenne is een Italiaanse muziekterm met betrekking tot de voordrachtswijze waarmee een stuk of passage uitgevoerd dient te worden. Men kan de term vertalen als plechtig. In de praktijk betekent dit dat men zo moet spelen dat dit karakter tot uiting komt in de muziek. Hierbij kan gedacht worden aan een spel dat niet te licht (leggiero) is en waarbij de frasering niet te lyrisch is, maar eerder krachtig.
In principe heeft de aanwijzing als voordrachtsaanwijzing geen invloed op het te spelen tempo of de te spelen dynamiek, maar wijzigingen hierin kunnen voorkomen bij de uitvoer van de aanwijzing. Dit hangt af van eventuele aparte aanwijzingen die gegeven worden voor tempo en dynamiek. Indien die niet gegeven zijn, is het aan de uitvoerend muzikant(en) of een dirigent om te bepalen in welke mate ook het tempo en de dynamiek een rol spelen bij de uitvoer van de aanwijzing.